# Domingos da Guia
Domingos Antônio da Guia (Domingos, ur. 19 listopada 1912 w Rio de Janeiro, zm. 18 maja 2000 tamże) – brazylijski piłkarz, środkowy obrońca. Brązowy medalista MŚ 1938.
Czarnoskóry piłkarz był jednym z najwybitniejszych defensorów nie tylko swoich czasów, do dziś uchodzi za najlepszego brazylijskiego obrońcę w dziejach. Karierę zaczynał w Bangu AC – w pierwszym zespole debiutował w 1929. W 1933 grał w Nacionalu Montevideo (mistrzostwo Urugwaju), w roku następnym był już piłkarzem CR Vasco da Gama. W 1935 z Boca Juniors został mistrzem Argentyny. W tym samym roku wrócił do ojczyzny i przez osiem lat był graczem CR Flamengo. W latach 1943–1947 grał w Corinthians Paulista. Karierę kończył w macierzystym Bangu (1948).
W reprezentacji Brazylii rozegrał 30 spotkań. Podczas MŚ 38 wystąpił w czterech spotkaniach. Brał udział w kilku edycjach Copa América, pełnił funkcję kapitana zespołu.
Jego syn Ademir da Guia także był znanym piłkarzem, uczestnikiem MŚ 74.